# الفتاة الساحرة مادوكا ماجيكا
الفتاة الساحرة مادوكا ماجيكا (باليابانية: 魔法少女まどか☆マギカ، بالروماجي: Mahō Shōjo Madoka Magika) (ماهو شوجو مادوكا ماجيكا) (بالإنجليزية: Puella Magi Madoka Magica) (بويلا ماغي مادوكا ماجيكا) هو اسم مسلسل أنمي تلفزيوني من إنتاج استوديو شافت وأنيبليكس.

## القصة
مادوكا كانامي، تلميذة في سن الرابعة عشر في مدينة ميتاكيهارا، تلتقي بمخلوق غريب شبيه بالقطط يدعى كيوبي، يعرض عليها عقداً حيث يحقق لها أي أمنية من اختيارها مقابل تحويلها إلى فتاة ساحرة وتكليفها بمهمة القضاء على الساحرات. بينما هومورا أكيمي، تلميذة انتقلت حديثاً، تحاول الحيال دون تحقيق العقد.

## الشخصيات

### الشخصيات الرئيسية
- مادوكا كانامي (باليابانية: 鹿目 まどか)

مؤدي الصوت: أوي يوكي.
- هومورا أكيمي (باليابانية: 暁美 ほむら)

مؤدي الصوت: تشيوا سايتو.
- ساياكا ميكي (باليابانية: 美樹 さやか)

مؤدي الصوت: إيري كيتامورا.
- مامي توموي (باليابانية: 巴 マミ)

مؤدي الصوت: كاوري ميزوهاشي.
- كيوكو ساكورا (باليابانية: 佐倉 杏子)

مؤدي الصوت: أي نوناكا.
- كيوبي (باليابانية: キュゥべえ)

مؤدي الصوت: إميري كاتو.

### الشخصيات الثانوية
- كيوسكي كاميجو
- هيتومي شيوزكي
- جونكو كانامي
- توموهيسا كانامي
- تاتسيا كانامي
- كازوكو ساوتومي
- ناكازاوا:مؤدي الصوت: يوشيتسوغو ماتسوؤكا.

## طاقم إنتاج الأنمي
- الإخراج: أكيوكي شينبو
- تأليف الحبكة: غين أوروبوتشي
- تصاميم الشخصيات الأصلية: أومي أوكي
- تصميم الشخصيات, : تاكاهيرو كيشيدا
- إخراج الرسوم المتحركة الرئيسي: جونيتشيرو تانيغوتشي، ميكا تاكاهاشي
- الإخراج الفني: كونيهيكو إينابا
- الموسيقى: يوكي كاجيورا
- إخراج الصوت: يوتا تسروكا
- إنتاج الرسوم المتحركة: شافت
- إنتاج: Madoka Partners, MBS

## روابط خارجية
- الموقع الرسمي
- الفتاة الساحرة مادوكا ماجيكا على موقع IMDb (الإنجليزية)
- الفتاة الساحرة مادوكا ماجيكا على موقع نتفليكس (الإنجليزية)
- الفتاة الساحرة مادوكا ماجيكا على موقع فيلمافينيتي (الإسبانية)
- الفتاة الساحرة مادوكا ماجيكا على موقع ليتربوكسد (الإنجليزية)
- الفتاة الساحرة مادوكا ماجيكا على موقع كينوبويسك (الروسية)
- الفتاة الساحرة مادوكا ماجيكا على موقع ألو سيني (الفرنسية)
- الفتاة الساحرة مادوكا ماجيكا على موقع ميوزك برينز (الإنجليزية)
- الفتاة الساحرة مادوكا ماجيكا على موقع ميوزك برينز (الإنجليزية)
- الفتاة الساحرة مادوكا ماجيكا على موقع قاعدة بيانات الفيلم (الإنجليزية)
- الفتاة الساحرة مادوكا ماجيكا على موقع ANN anime (الإنجليزية)